# Snorri Guðjónsson
Snorri Guðjónsson, islandski rokometaš, * 17. oktober 1981.
Leta 2004 je na poletnih olimpijskih igrah v Atlanti v sestavi islandske reprezentance osvojil 9. mesto; čez štiri leta pa še bronasto medaljo.